# Saison 2023-2024 du FC Sion
Maillots
Chronologie
Saison précédente Saison suivante
La saison 2023-2024 du club de football du FC Sion, établi dans la ville de Sion en Suisse, est sa première saison en Challenge league après avoir passé dix-sept saisons consécutives en première division. Il remporte la ligue avec trois points d'avance sur le FC Thoune et remonte directement en première division (sans barrage). Troisième meilleur total de points de l'histoire de la Challenge League avec soixante-dix-neuf points, le club n'aura donc passé qu'une saison en seconde division. Ce n'est que la sixième fois dans l'histoire qu'un club suisse remonte directement après sa relégation. Le club termine également la saison avec la meilleure défense (vingt-trois buts encaissés) avec dans ses rangs le meilleur buteur (Dejan Sorgić, seize buts) et le co-meilleur passeur (Ilyas Chouaref, onze passes décisives, ex-æquo avec Théo Golliard du FC Vaduz,.

## Transferts
| - José Aguilar (?) - Musa Araz (FC Winterthour), - Dimitri Cavaré (?) - Wylan Cyprien (Parme Calcio 1913, retour de prêt) - Kevin Fickentscher (FC Sion -21 ans) - Anto Grgić (FC Lugano) - Dennis Iapichino (?) - Luca Jaquenoud (Yverdon Sport FC, retour de prêt) - Gaëtan Karlen (?) - Giovanni Sio (Ratchaburi FC) - Luca Zuffi (FC Winterthour), | - Théo Berdayes (Yverdon Sport FC, retour de prêt) - Théo Bouchlarhem (FC Pau) - Liam Chipperfield (FC Bâle) - Timothy Fayulu (FC Winterthour, retour de prêt) - Nias Hefti (FC Thoune) - Ali Kabacalman (Yverdon Sport FC) - Hervé Matondo (FC Sion -21 ans) - Dejan Sorgić (FC Lucerne) - Cristian Souza (AC Bellinzone) - Sandro Theler (Yverdon Sport FC, retour de prêt) |

## Pré-saison

### Matchs de préparation
|  |  | - |  |  |  |
|  |  |   |  |  |  |

## Challenge League

### Résultats
| 1re journée                               | FC Vaduz                  | 0-2     | FC Sion                                   | Rheinpark Stadion, Vaduz                          |                                                   |
| 23 juillet 2023 14h15 2e place / 3 points |                           | (0-1)   | 21e Chouaref · 53e Ziegler                | Spectateurs : 2 135 Arbitrage : Urs Schnyder (de) | Spectateurs : 2 135 Arbitrage : Urs Schnyder (de) |
| 23 juillet 2023 14h15 2e place / 3 points | Golliard 42e · Traber 65e | Rapport | 14e Berdayes · 62e Lavanchy · 65e Schmied | Spectateurs : 2 135 Arbitrage : Urs Schnyder (de) | Spectateurs : 2 135 Arbitrage : Urs Schnyder (de) |

| 2e journée                                      | FC Sion     | 1-0   | FC Aarau | Stade de Tourbillon, Sion                           |                                                     |
| 28 juillet 2023 · 20h15 · 2e place / 6 points · | Ziegler 22e | (1-0) |          | Spectateurs : 9 253 Arbitrage : Lionel Tschudi (it) | Spectateurs : 9 253 Arbitrage : Lionel Tschudi (it) |
| 28 juillet 2023 · 20h15 · 2e place / 6 points · | Rapport     |       |          | Spectateurs : 9 253 Arbitrage : Lionel Tschudi (it) | Spectateurs : 9 253 Arbitrage : Lionel Tschudi (it) |

| 3e journée                                  | FC Sion                         | 1-0     | AC Bellinzone             | Stade de Tourbillon, Sion                      |                                                |
| 4 août 2023 · 20h15 · 2e place / 9 points · | Hefti 11e                       | (1-0)   |                           | Spectateurs : 6 820 Arbitrage : Nico Gianforte | Spectateurs : 6 820 Arbitrage : Nico Gianforte |
| 4 août 2023 · 20h15 · 2e place / 9 points · | Kabacalman 85e · Berdayes 90+3e | Rapport | 63e Centinaro · 81e Dieye | Spectateurs : 6 820 Arbitrage : Nico Gianforte | Spectateurs : 6 820 Arbitrage : Nico Gianforte |

| 4e journée                                    | FC Wil                  | 0-0     | FC Sion         | Lidl Arena, Wil                                   |                                                   |
| 11 août 2023 · 20h15 · 3e place / 10 points · |                         | (0-0)   |                 | Spectateurs : 3 286 Arbitrage : Urs Schnyder (de) | Spectateurs : 3 286 Arbitrage : Urs Schnyder (de) |
| 11 août 2023 · 20h15 · 3e place / 10 points · | Cueni 30e · Altmann 82e | Rapport | 82e Bouchlarhem | Spectateurs : 3 286 Arbitrage : Urs Schnyder (de) | Spectateurs : 3 286 Arbitrage : Urs Schnyder (de) |

| 5e journée                                    | FC Stade nyonnais | 1-2     | FC Sion                                                 | Centre sportif de Colovray, Nyon             |                                              |
| 25 août 2023 · 19h30 · 2e place / 13 points · | Escorza 48e       | (0-1)   | 30e Ziegler · 83e Chipperfield                          | Spectateurs : 1 932 Arbitrage : Luca Cibelli | Spectateurs : 1 932 Arbitrage : Luca Cibelli |
| 25 août 2023 · 19h30 · 2e place / 13 points · | Gazzetta 15e      | Rapport | 43e Costa · 55e Berdayes · 66e Fortuné · 90+4e Chouaref | Spectateurs : 1 932 Arbitrage : Luca Cibelli | Spectateurs : 1 932 Arbitrage : Luca Cibelli |

| 6e journée                                           | FC Sion          | 1-1     | FC Baden                                                           | Stade de Tourbillon, Sion                    |                                              |
| 1er septembre 2023 · 20h15 · 1re place / 14 points · | Chipperfield 50e | (0-0)   | 48e Wiskemann                                                      | Spectateurs : 5 800 Arbitrage : Tobias Thies | Spectateurs : 5 800 Arbitrage : Tobias Thies |
| 1er septembre 2023 · 20h15 · 1re place / 14 points · | Berdayes 86e     | Rapport | 27e Laski · 52e Franek · 85e Teichmann · 88e Spycher · 90+1e Schär | Spectateurs : 5 800 Arbitrage : Tobias Thies | Spectateurs : 5 800 Arbitrage : Tobias Thies |

| 7e journée                                         | FC Schaffhouse | 1-1     | FC Sion                               | Berformance Arena (de), Schaffhouse                  |                                                      |
| 22 septembre 2023 · 19h30 · 3e place / 15 points · | Kamber 24e     | (1-0)   | 59e Sorgic                            | Spectateurs : 1 326 Arbitrage : Johannes von Mandach | Spectateurs : 1 326 Arbitrage : Johannes von Mandach |
| 22 septembre 2023 · 19h30 · 3e place / 15 points · |                | Rapport | 67e Hefti · 90e Schmied · 90+4e Costa | Spectateurs : 1 326 Arbitrage : Johannes von Mandach | Spectateurs : 1 326 Arbitrage : Johannes von Mandach |

| 8e journée                                         | FC Sion                                                   | 2-3     | FC Thoune                              | Stade de Tourbillon, Sion                    |                                              |
| 25 septembre 2023 · 20h15 · 3e place / 15 points · | Costa 27e · Chouaref 40e                                  | (2-0)   | 74e Castroman · 78e Sacko · 88e Gutbub | Spectateurs : 5 520 Arbitrage : Maxime Odiet | Spectateurs : 5 520 Arbitrage : Maxime Odiet |
| 25 septembre 2023 · 20h15 · 3e place / 15 points · | Sorgic 35e · Chouaref 45e · Schmied 75e · Bouchlarhem 77e | Rapport | 46e Roth · 90+3e Dos Santos            | Spectateurs : 5 520 Arbitrage : Maxime Odiet | Spectateurs : 5 520 Arbitrage : Maxime Odiet |

| 9e journée                                         | Neuchâtel Xamax                                             | 0-3     | FC Sion                                    | Stade de la Maladière, Neuchâtel                    |                                                     |
| 29 septembre 2023 · 20h15 · 2e place / 18 points · |                                                             | (0-1)   | 12e Berdayes · 47e Kabacalman · 86e Sorgic | Spectateurs : 6 647 Arbitrage : Anojen Kanagasingam | Spectateurs : 6 647 Arbitrage : Anojen Kanagasingam |
| 29 septembre 2023 · 20h15 · 2e place / 18 points · | Hautier 32e, 77e · Fatkic 51e · Hajrović 53e · Bakayoko 84e | Rapport | 15e Fortuné · 27e Lavanchy · 67e Fayulu    | Spectateurs : 6 647 Arbitrage : Anojen Kanagasingam | Spectateurs : 6 647 Arbitrage : Anojen Kanagasingam |

| 10e journée                                     | FC Sion                                 | 3-0     | FC Wil                                                                           | Stade de Tourbillon, Sion                    |                                              |
| 6 octobre 2023 · 20h15 · 2e place / 21 points · | Bua 30e · Chouaref 51e · Ziegler 84e    | (1-0)   |                                                                                  | Spectateurs : 5 650 Arbitrage : Luca Cibelli | Spectateurs : 5 650 Arbitrage : Luca Cibelli |
| 6 octobre 2023 · 20h15 · 2e place / 21 points · | Sorgic 29e · Lavanchy 63e · Fortuné 88e | Rapport | 14e Gele · 74e Muci · 75e Staubli · 83e Cueni · 83e Ivan Martić · 90e Dickenmann | Spectateurs : 5 650 Arbitrage : Luca Cibelli | Spectateurs : 5 650 Arbitrage : Luca Cibelli |

| 11e journée                                      | FC Baden    | 0-4     | FC Sion                                                            | Esp Stadion, Fislisbach                       |                                               |
| 21 octobre 2023 · 18h00 · 2e place / 24 points · |             | (0-1)   | 40e (csc) Isufi · 50e (csc) Weilenmann · 77e Chouaref · 90+3e Poha | Spectateurs : 3 083 Arbitrage : David Huwiler | Spectateurs : 3 083 Arbitrage : David Huwiler |
| 21 octobre 2023 · 18h00 · 2e place / 24 points · | Cirelli 70e | Rapport | 63e Bua                                                            | Spectateurs : 3 083 Arbitrage : David Huwiler | Spectateurs : 3 083 Arbitrage : David Huwiler |

| 12e journée                                      | FC Sion                                       | 1-0     | Neuchâtel Xamax                                                          | Stade de Tourbillon, Sion                    |                                              |
| 27 octobre 2023 · 20h15 · 2e place / 27 points · | Bua 81e                                       | (0-0)   |                                                                          | Spectateurs : 7 850 Arbitrage : Luca Piccolo | Spectateurs : 7 850 Arbitrage : Luca Piccolo |
| 27 octobre 2023 · 20h15 · 2e place / 27 points · | Hefti 59e · Costa 61e · Fortuné 88e · Bua 89e | Rapport | 44e Bakayoko · 63e Athekame · 68e Hammerich · 85e Abedini · 89e N'Sakala | Spectateurs : 7 850 Arbitrage : Luca Piccolo | Spectateurs : 7 850 Arbitrage : Luca Piccolo |

| 13e journée                                       | AC Bellinzone                                               | 1-2     | FC Sion                    | Stadio Comunale, Bellinzone                   |                                               |
| 5 novembre 2023 · 14h15 · 1re place / 30 points · | Pollero 78e                                                 | (0-1)   | 20e Chouaref · 58e Schmied | Spectateurs : 1 800 Arbitrage : David Huwiler | Spectateurs : 1 800 Arbitrage : David Huwiler |
| 5 novembre 2023 · 14h15 · 1re place / 30 points · | Chacón 14e · Rodrigues 36e · Mihajlovic 44e · Centinaro 82e | Rapport | 17e Bua · 54e Berdayes     | Spectateurs : 1 800 Arbitrage : David Huwiler | Spectateurs : 1 800 Arbitrage : David Huwiler |

| 14e journée                                        | FC Sion                                      | 3-3     | FC Vaduz                             | Stade de Tourbillon, Sion                      |                                                |
| 10 novembre 2023 · 20h15 · 1re place / 31 points · | Sorgić 3e · Schmied 90e · Büchel 90+3e (csc) | (1-3)   | 10e Djokic · 22e Cavegn · 26e Djokic | Spectateurs : 5 780 Arbitrage : Nico Gianforte | Spectateurs : 5 780 Arbitrage : Nico Gianforte |
| 10 novembre 2023 · 20h15 · 1re place / 31 points · | Bua 86e · Costa 29e, 45e                     | Rapport | 17e Emini                            | Spectateurs : 5 780 Arbitrage : Nico Gianforte | Spectateurs : 5 780 Arbitrage : Nico Gianforte |

| 15e journée            | FC Aarau | -   | FC Sion | Stade du Brügglifeld, Aarau |  |
| 26 novembre 2023 14h15 |          | (-) |         |                             |  |
| 26 novembre 2023 14h15 | Rapport  |     |         |                             |  |

### Classement
| Rang | Équipe              | Pts | J  | G  | N  | P  | Bp | Bc | Diff |
| ---- | ------------------- | --- | -- | -- | -- | -- | -- | -- | ---- |
| 1    | FC Sion R           | 79  | 36 | 23 | 10 | 3  | 72 | 23 | +49  |
| 2    | FC Thoune           | 76  | 36 | 23 | 7  | 6  | 73 | 38 | +35  |
| 3    | FC Vaduz            | 49  | 36 | 13 | 10 | 13 | 67 | 55 | +12  |
| 4    | Neuchâtel Xamax FCS | 49  | 36 | 11 | 16 | 9  | 55 | 45 | +10  |
| 5    | FC Wil              | 44  | 36 | 11 | 11 | 14 | 48 | 52 | -4   |
| 6    | FC Aarau            | 43  | 36 | 12 | 7  | 17 | 51 | 59 | -8   |
| 7    | FC Stade Nyonnais P | 43  | 36 | 11 | 10 | 15 | 45 | 58 | -13  |
| 8    | AC Bellinzone       | 42  | 36 | 11 | 9  | 16 | 39 | 50 | -11  |
| 9    | FC Schaffhouse      | 38  | 36 | 8  | 14 | 14 | 36 | 55 | -19  |
| 10   | FC Baden P          | 26  | 36 | 6  | 8  | 22 | 31 | 82 | -51  |

Promotion en Super League 2024-2025
- 1er : promotion
- 2e : barrages de promotion

Relégation en Promotion League 2024-2025
- 10e : relégation

Abréviations

#### Domicile et extérieur
| Rang | Équipe              | Pts | J  | G  | N  | P  | Bp | Bc | Diff |
| ---- | ------------------- | --- | -- | -- | -- | -- | -- | -- | ---- |
| 1    | FC Thoune           | 48  | 18 | 15 | 3  | 0  | 45 | 12 | +33  |
| 2    | FC Sion R           | 38  | 18 | 11 | 5  | 2  | 36 | 15 | +21  |
| 3    | Neuchâtel Xamax FCS | 29  | 18 | 7  | 8  | 3  | 32 | 18 | +14  |
| 4    | FC Vaduz            | 29  | 18 | 8  | 5  | 5  | 40 | 27 | +13  |
| 5    | FC Aarau            | 27  | 18 | 8  | 3  | 7  | 29 | 25 | +4   |
| 6    | FC Wil              | 26  | 18 | 7  | 5  | 6  | 20 | 21 | -1   |
| 7    | FC Stade Nyonnais P | 25  | 18 | 7  | 4  | 7  | 24 | 28 | -4   |
| 8    | FC Schaffhouse      | 22  | 18 | 4  | 10 | 4  | 21 | 24 | -3   |
| 9    | AC Bellinzone       | 19  | 18 | 5  | 4  | 9  | 18 | 25 | -7   |
| 10   | FC Baden P          | 13  | 18 | 3  | 4  | 11 | 17 | 40 | -23  |

| Rang | Équipe              | Pts | J  | G  | N | P  | Bp | Bc | Diff |
| ---- | ------------------- | --- | -- | -- | - | -- | -- | -- | ---- |
| 1    | FC Sion R           | 41  | 18 | 12 | 5 | 1  | 36 | 8  | +28  |
| 2    | FC Thoune           | 28  | 18 | 8  | 4 | 6  | 28 | 26 | +2   |
| 3    | AC Bellinzone       | 23  | 18 | 6  | 5 | 7  | 21 | 25 | -4   |
| 4    | FC Vaduz            | 20  | 18 | 5  | 5 | 8  | 27 | 28 | -1   |
| 5    | Neuchâtel Xamax FCS | 20  | 18 | 4  | 8 | 6  | 23 | 27 | -4   |
| 6    | FC Wil              | 18  | 18 | 4  | 6 | 8  | 28 | 31 | -3   |
| 7    | FC Stade Nyonnais P | 18  | 18 | 4  | 6 | 8  | 21 | 30 | -9   |
| 8    | FC Aarau            | 16  | 18 | 4  | 4 | 10 | 22 | 34 | -12  |
| 9    | FC Schaffhouse      | 16  | 18 | 4  | 4 | 10 | 15 | 31 | -16  |
| 10   | FC Baden P          | 13  | 18 | 3  | 4 | 11 | 14 | 42 | -28  |

## Coupe de Suisse de football
Le premier tour à Carouge est marqué par des tensions entre supporters genevois et valaisans,,,.
| 1/32e finale       | Étoile Carouge FC                                       | 1-3     | FC Sion                      | Stade de la Fontenette, Carouge                     |                                                     |
| 18 août 2023 20h00 | Simbakoli 39e                                           | (0-1)   | 9e 55e Berdayes · 78e Sorgić | Spectateurs : 3 080 Arbitrage : Désirée Grundbacher | Spectateurs : 3 080 Arbitrage : Désirée Grundbacher |
| 18 août 2023 20h00 | Correia 18e · Simbakoli 32e · Magnin 68e · Chappuis 83e | Rapport | 43e Hefti · 48e Bouchlarhem  | Spectateurs : 3 080 Arbitrage : Désirée Grundbacher | Spectateurs : 3 080 Arbitrage : Désirée Grundbacher |

| 1/16e finale            | FC Sion                                 | 3-0     | Grasshopper Club Zurich               | Stade de Tourbillon, Sion                     |                                               |
| 15 septembre 2023 20h30 | Sorgić 45+1e 56e · Ziegler 90+8e (pen.) | (1-0)   |                                       | Spectateurs : 10 000 Arbitrage : Urs Schnyder | Spectateurs : 10 000 Arbitrage : Urs Schnyder |
| 15 septembre 2023 20h30 | Costa 49e · Fortuné 90+8e               | Rapport | 27e Laws · 45+2e Abrashi · 52e Ndenge | Spectateurs : 10 000 Arbitrage : Urs Schnyder | Spectateurs : 10 000 Arbitrage : Urs Schnyder |

| 1/8e finale           | FC Onex             | 1-6     | FC Sion                                                                                       | Stade des Arbères, Meyrin                     |                                               |
| 31 octobre 2023 20h30 | Kaye 79e            | (0-3)   | 25e Chipperfield · 45+10e Hefti · 45+14e Chipperfield · 74e Ziegler · 86e Zagré · 90+4e Souza | Spectateurs : 2 300 Arbitrage : David Huwiler | Spectateurs : 2 300 Arbitrage : David Huwiler |
| 31 octobre 2023 20h30 | Mortagua Simoes 59e | Rapport | 53e Costa                                                                                     | Spectateurs : 2 300 Arbitrage : David Huwiler | Spectateurs : 2 300 Arbitrage : David Huwiler |

| 1/4e finale           | FC Sion                        | 2-1     | BSC Young Boys                                                                       | Stade de Tourbillon, Sion |                        |
| 27 février 2024 20h30 | Chouaref 25e · Sorgić 65e      | (1-0)   | 82eGanvoula                                                                          | Arbitrage : Fedayi San    | Arbitrage : Fedayi San |
| 27 février 2024 20h30 | Lavanchy 38e · Bouchlarhem 48e | Rapport | 45+1eJaouen Hadjam · 70e Ganvoula · 83e Amenda · 87e Von Ballmoos · 88e Lustenberger | Arbitrage : Fedayi San    | Arbitrage : Fedayi San |

| 1/2e finale           | FC Sion          | 0-2     | FC Lugano                             | Stade de Tourbillon, Sion |                          |
| 27 février 2024 20h30 |                  | (0-1)   | 45+1e Yanis Cimignani · 51e Žan Celar | Arbitrage : Urs Schnyder  | Arbitrage : Urs Schnyder |
| 27 février 2024 20h30 | Joël Schmied 87e | Rapport | 71e Doumbia · 73e Žan Celar           | Arbitrage : Urs Schnyder  | Arbitrage : Urs Schnyder |